# Joseph von Braganza

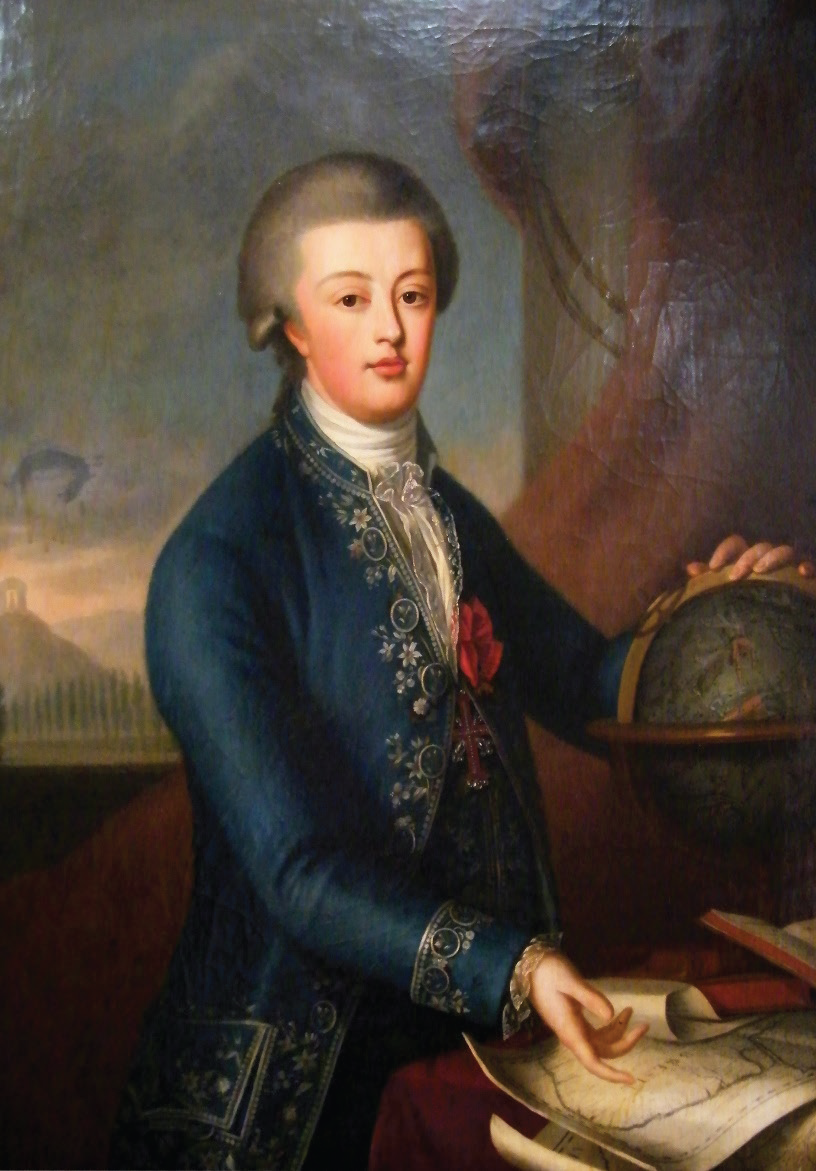
Joseph von Braganza, Fürst von Brasilien, höfisches Porträt

Joseph von Braganza, mit vollem Namen José Francisco Xavier de Paula Domingos António Agostinho Anastácio de Bragança, (* 20. August 1761 in Lissabon, Palácio Real da Ajuda; † 11. September 1788 ebenda) war als ältester Sohn des portugiesischen Königspaars Peter III. und Maria I. Fürst von Beira (Príncipe da Beira) und seit dem Tod seines Großvaters Joseph I. 1777 Thronfolger (Infant) von Portugal. Als solcher trug er die Titel Fürst von Brasilien (Príncipe do Brasil) und Herzog von Braganza. Er starb während der Regierungszeit seiner Mutter 27-jährig an einer Pockenerkrankung.

## Leben
Josephs Mutter Maria die Fromme war als Infantin 1760 mit Peter, dem Bruder des Königs, ihrem Onkel, verheiratet worden. Nach Josephs Geburt versuchte der mächtige Premierminister Sebastião José de Carvalho e Melo, Marquês de Pombal, die männliche Thronfolge gesetzlich festzuschreiben und Maria von der Regentschaft auszuschließen. Als Maria nach dem Tod ihres Vaters 1777 Königin wurde, entließ sie Pombal unverzüglich, den sie auch wegen seiner vor Brutalitäten nicht zurückschreckenden antiklerikalen Kirchenpolitik ablehnte.
Joseph galt als intelligent. Er erhielt eine intensive Ausbildung mit Blick auf sein künftiges Amt. Am 21. Februar 1777, drei Tage vor dem Tod des Königs Joseph I., seines Großvaters, wurde er 15-jährig mit Maria Francisca Benedita von Portugal (1746–1829), der Schwester seiner Mutter, verheiratet. Die Ehe blieb kinderlos.
Als Joseph 1788 an den Pocken starb, verstärkte das die geistige Labilität seiner Mutter Maria, die erst zwei Jahre zuvor ihren Mann Peter III. verloren hatte. 1792 wurde Josephs jüngerer Bruder Johann Prinzregent und nach dem Tod Marias 1816 König.
Joseph wurde in der Grablege des Hauses Braganza im Kloster São Vicente de Fora in Lissabon beigesetzt. Seine Mutter hatte bei ihrer Hochzeit den Bau einer Kirche gelobt, falls sie einen Thronfolger zur Welt bringen würde. Diese Votivkirche, die Basílica da Estrela, wurde, nach langen Bauverzögerungen, erst nach Josephs Tod 1790 vollendet.